# Ligne 0 Bruxelles-Midi - Bruxelles-Nord
La Ligne 0 Bruxelles-Midi - Bruxelles-Nord (dite aussi Jonction Nord-Midi) est une ligne d'infrastructure ferroviaire  d'importance nationale et internationale qui traverse de part en part, en partie en tunnel, le centre de la ville de Bruxelles, reliant les gares du Nord et du Midi.
Elle comporte six voies, regroupées en trois paires, utilisées uniquement par des trains de voyageurs, et très rarement par un train de travaux pour l'entretien de la Jonction elle-même. Avec ses 1 200 trains par jour, la jonction est la ligne ferroviaire la plus utilisée de Belgique et est le tunnel ferroviaire le plus utilisé du monde.
Entre ses deux extrémités, gares du Nord et du Midi, elle comporte des arrêts intermédiaires à :
- Bruxelles-Central ;
- Bruxelles-Chapelle ;
- Bruxelles-Congrès : ce bâtiment abrite également toutes les machineries d'extraction de l'air.

Programmé avant la Première Guerre mondiale, son chantier a été retardé par la guerre, puis par la grande crise financière des années trente, ensuite par la Seconde Guerre mondiale. Elle est enfin inaugurée le 5 octobre 1952 par le roi Baudouin.

## Histoire

### Première jonction
L'idée d'une « jonction » à travers la ville est déjà présente lors de la création de la première ligne entre la station de Bruxelles-Allée-Verte et Malines, mise en service le 5 mai 1835. L'expansion rapide du réseau et du nombre de voyageurs nécessite l'augmentation du nombre des stations et leur agrandissement. La petite station de l'Allée-Verte est rapidement saturée, l'inauguration le 18 mai 1840 de la « station des Bogards » (future gare de Bruxelles-Midi) et le projet de création d'une nouvelle station près du Jardin botanique amène rapidement à réaliser une jonction. La décision est prise de transférer l'ensemble du service voyageurs de l'Allée-Verte à la nouvelle station de Bruxelles-Nord et de créer une voie de raccordement entre l'Allée-Verte et Bogards. Les travaux sont rapidement entrepris. La ligne qui passe par les boulevards extérieurs de l'ouest puis prend le boulevard du Midi pour rejoindre la station de Bogards. L'inauguration a lieu le 28 septembre 1841, elle inclut la gare de Bruxelles-Nord qui ne dispose alors que de cette voie et pas encore de bâtiments.

### Projets pour la jonction Nord-Midi
En 1895 est installée une première commission, de trois membres, qui doit rechercher les moyens nécessaires à l'augmentation de la capacité des gares de la ville. Elle est renforcée avec des fonctionnaires en 1897, ce qui lui permet de créer un projet chiffré. Les deux commissions ont une conclusion identique qui est de créer une jonction directe entre les gares du Nord et du Midi.
Un engorgement complet du réseau en 1900 provoque la création d'une nouvelle commission en 1901. Présidée par Ramaeckers, secrétaire général du ministère des chemins de fer, elle est composée de membres du conseil supérieur des chemins de fer et de fonctionnaires techniques et administratifs. Son premier travail est d'étudier trois possibilités : la première est limitée à uniquement l'agrandissement des gares du Nord et du Midi, la seconde est un déplacement de la gare du Nord vers Schaerbeek, et la troisième envisage la création d'une jonction directe ou indirecte entre les gares du Nord et du Midi. À l'unanimité de ses membres, la commission adopte le projet d'une jonction directe et recommande de suivre le tracé sur le flanc du coteau Est de la vallée de la Senne déjà établi par l'ingénieur Frédéric Bruneel,.
En 1903, l'État belge et la ville de Bruxelles trouvent un accord pour une ligne qui passe au flanc de la colline densément construite qui longe le centre de la ville. Dans le même élan on décide de surhausser les deux gares terminales existantes pour supprimer les passages à niveau. Le projet implique la destruction de quartiers populaires à l'habitat vétuste. Si cette opération est vue avant tout comme une opération améliorant les transports, elle doit aussi permettre, par les expropriations, d'assainir une petite partie du centre-ville, alors qu'il s'agit de la destruction d'un patrimoine architectural et social, déjà fortement chamboulé dans les années 1860-1870 lors du voûtement de la Senne. Les travaux, commencés en 1911, sont interrompus, en 1914, par la Première Guerre mondiale.

### Réalisation
Après la guerre, le projet peine à reprendre. Or, au début des années trente on pense faciliter l'accès de la campagne aux citadins, et même à les inciter à les y faire vivre pour les acheminer en ville pour leur journée de travail. Or, le chantier de la jonction se traîne et sa réalisation améliorerait les communications de la ville avec la campagne par les trains venant de banlieue et de province. De plus, la crise économique des années trente incite l'État à financer de grands travaux.
Dans le but de soustraire le chantier à certaines remises en cause politiques, est créé en 1935 l'Office national pour l'achèvement de la Jonction Nord-Midi (ONJ), chargé de mener à bien ce gigantesque projet. Entre la gare du Nord et du Midi des pâtés de maisons entiers et le Palais Granvelle datant du XVIe siècle sont rasés dans la plus pure tradition haussmannienne adoptée à Bruxelles, à la fin du XIXe siècle, par le bourgmestre Anspach pour moderniser le centre-ville par la création de grands boulevards lors du voûtement de la Senne : c'est ce que l'on appellera plus tard la bruxellisation. Orientés du nord au sud, ils permettaient une liaison par tramways entre la gare du Midi et la gare du Nord. La jonction était destinée à améliorer cette situation en établissant une liaison ferroviaire souterraine permettant aussi de créer une voirie au-dessus du tracé souterrain. C'est ainsi que vont naître, du Nord au Sud, les boulevards Pachéco, de Berlaimont, de l'Impératrice et de l'Empereur, une enfilade de voiries au long desquelles ont été édifiées la station Congrès, la gare Centrale et la station Chapelle. De grands bâtiments publics et des hôtels sont venus s'y joindre.
L'inauguration de la jonction a finalement lieu le 5 octobre 1952. Depuis, cette liaison souterraine à travers le centre de la ville permet le passage aussi bien des trains internationaux que des trains qui relient les villes belges et que des trains de banlieue. Le concept du RER et la construction d'un réseau urbain de métro sont venus valoriser la jonction par diverses connexions et elle est devenue la voie de communication la plus densément utilisée du réseau belge de chemin de fer au point que l'on s'interroge sur la façon de permettre une extension du trafic car celui-ci est arrivé à saturation.

## Caractéristiques

### Nom
Le nom officiel de la ligne sur le réseau ferroviaire belge est « Ligne 0 Bruxelles-Midi - Bruxelles-Nord », néanmoins elle aussi connue sous le nom de « Jonction Nord-Midi » qui était notamment celui qu'elle a porté tout au long des nombreuses années qui se sont écoulées entre le projet et sa mise en service. Mais aussi du fait de son impact non ferroviaire sur la ville et ses habitants.

### Gares
La ligne comporte cinq gares, y compris celles d'extrémités :
- Bruxelles-Midi
- Bruxelles-Chapelle
- Bruxelles-Central
- Bruxelles-Congrès
- Bruxelles-Nord.

Les gares de Bruxelles-Chapelle et Bruxelles-Congrès, fermées le week-end, n'ont pas de quai sur les voies 1 et 2; seuls s'y arrêtent le S1 Anvers-Nivelles (et vice-versa) et quelques trains d'heure de pointe.

### Voies
Il y a six voies, numérotées d'ouest en est 0/1, 0/2, 0/3, 0/4, 0/5 et 0/6 (ou simplement de 1 à 6 en langage parlé si aucune confusion n'est à craindre), établies en parallèle. Les voies 1 et 2 ne desservent pas Bruxelles-Chapelle et Bruxelles-Congrès. Comme dans le reste du pays, le sens de circulation des trains se fait à gauche, donc du sud au nord sur les voies impaires et du nord au sud sur les voies paires.

### Ouvrages d'art
- Viaduc du boulevard du Midi

## Exploitation
Cette ligne est exploitée par tous les types de trains de la SNCB (InterCity, Suburbains (S1, S2, S3, S6, S8, S10), d’Heure de pointe) mais aussi par des rames Thalys (pour les liaisons (Paris-)Bruxelles-Amsterdam et Paris-Bruxelles-Cologne(-Dortmund)), ICE (vers l'Allemagne), Eurostar (pour des liaisons entre Amsterdam et Londres) ainsi que par des trains de nuit Nightjet reliant la Belgique à l'Autriche par l'Allemagne et des trains de nuit European Sleeper (en) reliant Bruxelles à Prague par Amsterdam et Berlin.

## Projet

### Saturation
Limitée par ses six voies et sa vitesse de référence de 50 km/h seulement, la jonction est saturée. En septembre 2008, la SNCB lance une réflexion sur la manière d'augmenter la capacité de la jonction.
Le nombre de trains circulant sur les six voies est de 88 par heure, proche de la capacité maximale de 96 trains par heure. Avec la popularité du rail et la création du RER bruxellois, le trafic devrait augmenter de 30 à 50 %. De plus, tout problème au sein de la jonction cause des retards importants.

### Nouveau tunnel
Plusieurs solutions sont évoquées, par exemple l'élargissement de la jonction actuelle (de 6 à 10 voies), ou la réalisation d'un nouveau tunnel sous la jonction actuelle.
Selon une étude commandée par Infrabel et publiée en 2012, le montant envisagé pour de tels travaux avoisinerait les 5 milliards d'euros.
Une option étudiée en 2019 serait de creuser un tunnel supplémentaire, qui relierait Bruxelles-Midi soit à Bruxelles-Nord, soit à Schaerbeek, estimé à un coût de deux milliards d'euros.

### Automatisation
Une autre piste est l'automatisation des trains passant par la jonction. La SNCB espère ainsi une augmentation de la capacité de 25 %, cependant d'après une étude préliminaire de 2016, l'hétérogénéité du matériel roulant empêche l'utilisation du Communication based train control ou de l'Automatic train operation. À fin 2025, lorsque tous les trains seront équipés du système européen de contrôle des trains, la circulation automatique des trains devrait être possible.
Une première mesure a consisté à remplacer l'infrastructure à commande par relais par un système entièrement informatisé: cela a été fait en 2017, sauf en ce qui concerne le gril sud de Bruxelles-Midi, où la transition a eu lieu en novembre 2019. Infrabel et la SNCB espèrent que cela permettra d'améliorer la fréquence et la régularité de l'ensemble des trains empruntant la Jonction.

### Itinéraires alternatifs
Une autre option pour désaturer la jonction serait de faire passer les trains par l'est ou l'ouest de Bruxelles,.

## Cinéma
- Transformation de Bruxelles: Jonction Nord-Midi, premier pont du chemin de fer jeté au-dessus de la capitale, rue de Terre-Neuve de Hippolyte De Kempeneer, 1914
- Chemins de fer et gares dans une colline de Pierre Bourgeois, 1952, NB, 6 min (ce document se trouve sur le DVD Rail consacré à l'histoire des chemins de fer en Belgique, édité par la Cinémathèque royale de Belgique.) http://www.cinematek.be/index.php?node=30&dvd_id=41&category=5
- Les Marches du palais de Samy Szlingerbaum, 1982

## Numismatique
En 2002, une pièce de collection de 10 euros est frappée à 50.000 exemplaires pour commémorer le 50e anniversaire de l'inauguration de la ligne.